# Orthogonia
Orthogonia là một chi bướm đêm thuộc họ Noctuidae.

## Loài
- Orthogonia basimacula (Draudt, 1939)
- Orthogonia canimaculata Warren, 1911
- Orthogonia denormata (Draudt, 1939)
- Orthogonia grisea Leech, 1900
- Orthogonia plana Leech, 1900
- Orthogonia cây mậnbinotata (Hampson, 1908)
- Orthogonia sera C. & R. Felder, 1862
- Orthogonia tapaishana (Draudt, 1939)